# 기백산
기백산(箕白山)은 대한민국 경상남도 거창군과 함양군에 걸쳐 있는 산으로 덕유산의 한 줄기이다. 옛 이름은 지우산(智雨山)이다.
1983년 11월 18일 군립공원으로 지정되었다.

## 같이 보기
- 한국의 산